# Campylocheta plumbea
Campylocheta plumbea là một loài ruồi trong họ Tachinidae.